# الوحدة 333 (مصر)
الوحدة 333 أو وحدة إنقاذ الرهائن هي وحدة تابعة لوزارة الداخلية وتضطلع بمهمة تحرير الرهائن وعمليات مكافحة الإرهاب الدولي وعمليات التدخل سريع. هذه الوحدة، أسّست في السبعينيات، ومقرّها في جنوب القاهرة، وغير معلوم عدد أفرادها. هذه الوحدة كثيرا ما وضعت تحت تصرف جهاز أمن الدولة وعاونت وزارة الداخلية، وقد عُرفت بدورها العنيف في التعامل مع الأصوليين الإسلاميين الذين كانوا موجودين في فترة التسعينات والتي شهدت موجات عنيفة من الإرهاب.